# Stadtwerke Heidelberg
Die Stadtwerke Heidelberg GmbH (Stadtwerke Heidelberg) ist für die Stadt Heidelberg sowie für weitere Gemeinden zuständig für die Versorgung der Stadt und ihrer Umgebung mit Strom inklusive Straßenbeleuchtung, Gas, Fernwärme sowie Trinkwasser, die Errichtung und den Betrieb von Breitbandnetzen, den Betrieb von Hallen- und Freibädern, den Betrieb von Parkhäusern sowie – im Auftrag der Stadt – für den Betrieb der Heidelberger Bergbahnen. Außerdem leisten sie organisatorische und finanzielle Aufgaben im ÖPNV. Die Stadtwerke Heidelberg gehören zu 100 % der Stadt Heidelberg. Das Unternehmen ist als Konzern mit einer Holding und Tochtergesellschaften organisiert.

## Geschichte

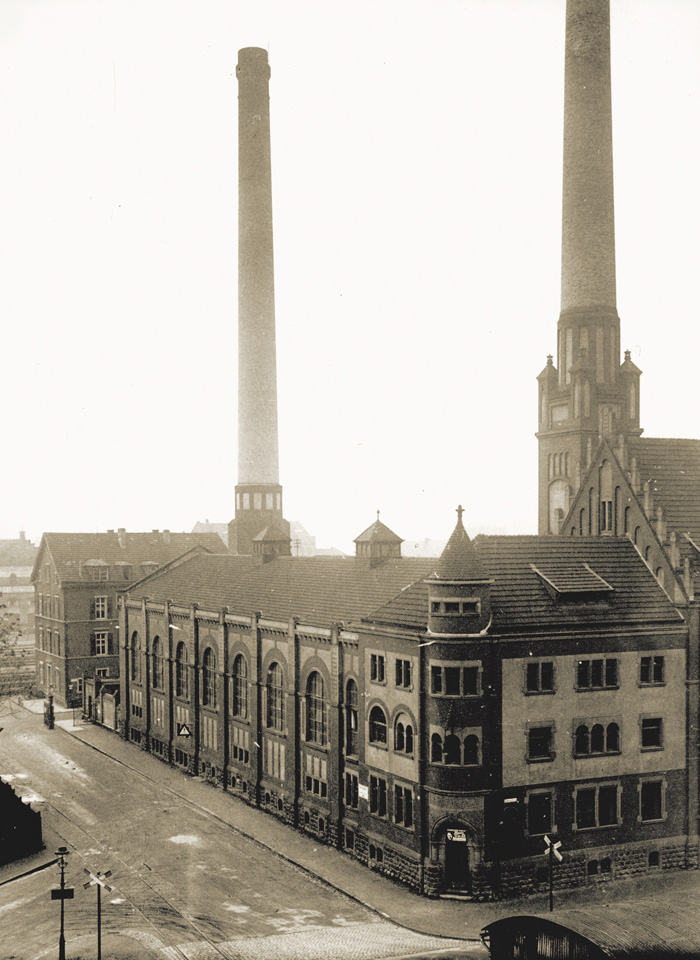
Altes Elektrizitätswerk in der Gaswerkstraße

### Vorgeschichte
Die öffentliche Wasserversorgung in Heidelberg begann 1873 mit den ersten Quellfassungen sowie der Verteilung über Versorgungsleitungen in der Stadt. Fünf Jahre später, im Oktober 1877, ging das Gaswerk im Heidelberger Stadtteil Bergheim in den Besitz der Stadt über. 1899 wurde das städtische Elektrizitätswerk gebaut und 1900 fertiggestellt, und 1934 entstand schließlich die erste Fernheizung. Die Anlagen und Netze wurden, mit Unterbrechung während der Kriegszeiten, sukzessive ausgebaut.
Parallel dazu verliefen die Anfänge des öffentlichen Personenverkehrs: 1885 wurde die Heidelberger Straßen- und Bergbahngesellschaft Leferenz & Co. gegründet und die Pferdebahn in der Heidelberger Altstadt eröffnet. 1890 fand die Jungfernfahrt der Bergbahn von der Station Kornmarkt in der Heidelberger Altstadt bis zur Molkenkur auf halbem Weg zum Königstuhlgipfel statt. 1902 fuhr die erste elektrische Straßenbahn zwischen dem damaligen Heidelberger Hauptbahnhof und dem Marktplatz.
Nach dem Krieg wurde 1949 im Stadtteil Pfaffengrund der 70 m hohe Gaskessel gebaut als Speicher für das Gaswerk. Er wurde 1970 abgerissen, an seiner Stelle befindet sich heute der ENERGIEpark.

### Unternehmensgründung und -aufbau 1970 bis 2000
1970 wurden die Stadtwerke, bisher als Eigenbetrieb der Stadt geführt, in eine Aktiengesellschaft umgewandelt. 1975 folgte die Umfirmierung der Unternehmensgruppe in Heidelberger Versorgungs- und Verkehrsbetriebe GmbH (HVV) mit den Tochtergesellschaften Stadtwerke Heidelberg AG (SWH) und Heidelberger Straßen- und Bergbahn AG (HSB). Von 1971 bis 1989 wurden die Stadtwerke von Andreas Christou geleitet. 1980 kam als neuer Unternehmensbereich die Heidelberger Garagengesellschaft mbH (HGG) hinzu. 1989 wurde der Verkehrsverbund Rhein-Neckar (VRN) gegründet. Die HSB trat diesem Verkehrs- und Tarifverbund bei.

### Unternehmenserweiterung und -umstrukturierung 2000er Jahre
Zum 1. Oktober 2003 gründete das Tochterunternehmen Heidelberger Straßen- und Bergbahn AG (HSB) gemeinsam mit den anderen bisher in der Region tätigen Verkehrsunternehmen, MVV Verkehr AG, MVV OEG AG, Rhein-Haardtbahn GmbH (RHB) und Verkehrsbetriebe Ludwigshafen GmbH (VBL) die Rhein-Neckar-Verkehr GmbH (RNV). Diese betreibt seit 2005 im Auftrag der Mutterunternehmen die Stadt- und Straßenbahnlinien sowie die Buslinien in Heidelberg im Rahmen des Verkehrsverbund Rhein-Neckar.
2007 wurden die HVV in Heidelberger Stadtwerke GmbH umbenannt und gleichzeitig umstrukturiert, um die Anforderung des Energiewirtschaftsgesetzes nach einer Trennung von Netz und Vertrieb umzusetzen: Aus der Stadtwerke Heidelberg AG entstanden die Stadtwerke Heidelberg Netze und Umwelt GmbH, zuständig für den Netzbetrieb, sowie die Stadtwerke Heidelberg Handel und Vertrieb GmbH, zuständig für den Energievertrieb. Die Heidelberger Straßen- und Bergbahn (HSB) wurde von einer AG in eine GmbH gewandelt. Im selben Jahr wechselten außerdem die städtischen Schwimmbäder zu der Heidelberger Stadtwerke GmbH und wurden als Heidelberger Schwimmbäder GmbH & Co. KG in den Unternehmensverbund integriert.
2009 wurde der Betrieb des städtischen Nahverkehrs auf Grund einer Verordnung der Europäischen Union umstrukturiert. Seitdem werden Nahverkehrsleistungen direkt an die RNV vergeben. Erforderlich war dazu ein Rückzug der an ihrer Gründung beteiligten Verkehrsunternehmen. Diese waren bis dahin mit der Erbringung des Nahverkehrs betraut. Mit dem damit verbundenen Übergang der Konzessionen an die RNV fungiert die Heidelberger Straßen- und Bergbahn GmbH seitdem als koordinierender Dienstleister im Auftrag der Stadt.
Zwei Jahre später nannte sich das Unternehmen im Rahmen einer Markenkampagne in Stadtwerke Heidelberg um. Dieser Name gilt bis heute. Die Namen der übrigen Gesellschaften wurden ebenfalls angepasst. Aus den Stadtwerken Heidelberg Netze und Umwelt GmbH wurden dabei zwei Gesellschaften: Die Stadtwerke Heidelberg Netze GmbH sowie die Kommunalen Infrastruktur und Service GmbH (KIS), 2011 umbenannt in Stadtwerke Heidelberg Umwelt GmbH.
Anfang 2011 entschied der Gemeinderat der Stadt Neckargemünd, den im Oktober 2011 auslaufenden Konzessionsvertrag mit der RWE-Tochter Süwag nicht mehr zu verlängern und stattdessen das Stromnetz zu erwerben und mit den Stadtwerken Heidelberg in einer eigenen Netzgesellschaft zu übernehmen. Bereits 2002 wurden die Stadtwerke Neckargemünd aus einem Eigenbetrieb der Stadt als GmbH gegründet, bei welcher die Stadtwerke Heidelberg seither mit 54,95 % Mehrheitseigner sind.

### Ausbau erneuerbarer Energien 2010er Jahre bis heute
Im April 2010 beschloss der Aufsichtsrat der Stadtwerke Heidelberg den Bau eines Holz-Heizkraftwerks. 2012 wurde vom Aufsichtsrat der Stadtwerke Heidelberg die Planung für den Bau eines neuen Gas-Heizkraftwerks beschlossen. Parallel dazu wurde in dem Zeitraum der Bau des Holz-Heizkraftwerks umgesetzt. 2013 wurde die 20 Mio. EUR teure Anlage technisch in Betrieb genommen. Zum Zeitpunkt der Inbetriebnahme war es mit einer thermischen Leistung von 10,5 Megawatt (MW) und einer elektrischen Leistung von drei MW eines der bundesweit größten Holz-Heizkraftwerke mit Kraft-Wärme Kopplung. Ergänzend wurden anstelle eines großen Gasheizkraftwerkes sechs neue Biomethan- und Erdgas-Blockheizkraftwerke (BHKW) gebaut.
Seit 2020 ist ein neuer Fernwärmespeicher in Betrieb. Er fungiert als Puffer im Fernwärmesystem und lagert darüber hinaus in Kombination mit einer Power-to-Heat-Anlage in Wärme umgewandelten Strom aus erneuerbaren Energie-Anlagen ein. Das Gebäude steht im ENERGIEpark Pfaffengrund der Stadtwerke Heidelberg im Stadtteil Pfaffengrund in unmittelbarer Nähe des Holz-Heizkraftwerks und ist mit 55 Metern Höhe einer der höchsten Gebäude in Heidelberg. Die Stadtwerke Heidelberg haben vorgesehen, dass das Dach des Speichers für die Öffentlichkeit zugänglich ist und planen dort eine Gastronomie und eine Aussichtsplattform. Eine helixförmige Treppe und ein Seilnetz umgeben den Speicher. Aufgrund des Konzepts für den Speicherbau, das die Einbindung der Öffentlichkeit als Leitgedanke integriert, haben die Stadtwerke Heidelberg 2019 den Energiewende Award erhalten. Das Dach mit der Gastronomie soll voraussichtlich 2024 für die Öffentlichkeit zugänglich sein.
Zudem nahmen die Stadtwerke Heidelberg 2023 drei innovative Kraft-Wärme-Kopplungsanlagen (iKWK-Anlagen) als Kombination von großen Luftwasserwärmepumpen, Power-to-Heat-Anlagen und Blockheizkraftwerken in Betrieb. Für diese Anlagenkombination erhielt das Unternehmen jeweils Zuschläge bei drei iKWK-Ausschreibungen der Bundesnetzagentur.
Im Bereich der Photovoltaik errichtete Conergy 2012 im Auftrag der Stadtwerke Heidelberg die bis dahin größte Solaranlage des Unternehmens auf der versiegelten Hausmülldeponie Feilheck an der Grenze zu Oftersheim, ein Kraftwerk mit einer Leistung von 1,1 MW. Weitere Anlagen folgten, so unter anderem die Großanlagen Solarpark Wolfsgärten (0,3 MW/2013), SNP Dome (0,3 MW/2020) sowie die Anlage Rottehalle Wieblingen (0,7 MW/2021).
Zudem arbeitet der kommunale Energieversorger seit 2012 in der Stadtwerke-Kooperation Trianel mit anderen Stadtwerken zusammen. Die Gesellschaft unterstützt Betreiber bei der Entwicklung neuer Geschäftsfelder wie Energieeffizienz, dezentrale Erzeugung, Elektromobilität oder Smart Metering. 2015 wurde in der Kooperation unter Beteiligung der Stadtwerke Heidelberg das Konzept der Energiedächer entwickelt. Anhand des Konzepts bauen die Stadtwerke Heidelberg Anlagen für Eigenheimbesitzer und übernehmen bei Bedarf auch Betrieb und Wartung der Anlage. Die Anlagen können von den Immobilienbesitzern erworben oder gemietet werden. Außerdem werden Mieterstrommodelle realisiert.
Bis 2025 soll in Heidelberg die Solar- und Windenergie-Leistung um 25 MW auf insgesamt 43 MW ausgebaut werden. Allerdings sind die Möglichkeiten für den Aufbau eines klimafreundlichen Energiesystems in Heidelberg aufgrund der Flächensituation begrenzt. Seit 2020 beteiligen sich die Stadtwerke Heidelberg daher an der neuen Gesellschaft Trianel Wind und Solar GmbH & Co KG (TWS), einer Tochter der Stadtwerke-Kooperation Trianel. Stadt und Stadtwerke Heidelberg werden über die Kooperation überregional mehrere Solar- und Windkraftanlagen mit einer Gesamtleistung von 14 MW umsetzen. Bis 2030 ist über die neue Gesellschaft ein Ausbau für Heidelberg bei Wind- und Sonnenenergie von rund 24 MW geplant. Zusammen mit der Energiegenossenschaft Starkenburg, der Bürgerenergiegenossenschaft Kraichgau und der Heidelberger Energiegenossenschaft bilden die Stadtwerke Heidelberg ein Konsortium, welches einen Bürgerwindpark auf dem Gelände von Forst BW umsetzt, ohne dabei die Fläche vom Stadtwald zu nutzen. Die Stadtwerke Heidelberg sind dabei mit knapp 24 % am Konsortium beteiligt. Der Bürgerwindpark ist eine regionale Initiative, bei der die Bewohner der Region selbst investieren und das Projekt somit mittragen können.
2020 wurde auch das regionale E-Mobilitätsnetzwerk Tenk gegründet, durch welches das Unternehmen ein Netzwerk an Ladesäulen für den Heidelberger Raum aufbaut.
2022 beschloss die Stadt Heidelberg bis 2040 klimaneutral werden zu wollen. Als Partner der Stadt Heidelberg bringen die Stadtwerke Heidelberg mit dem Energiekonzept 2030, als Fortführung des Energiekonzepts 2020, Klimaschutzmaßnahmen auf den Weg, um dieses Ziel zu erreichen. Bis 2023 erfüllten die Stadtwerke Heidelberg das Ziel zum Ausbau der Ladesäuleninfrastruktur und die Stadt Heidelberg erreichte im VDA-E-Ladenetz-Ranking des Verbandes der Automobilindustrie (VDA) Platz 13 von 399 untersuchten Städten.
Im Mai 2023 nahmen die Stadtwerke Heidelberg in Pfaffengrund eine neue Anlage mit drei Kraft-Wärme-Kopplungs-Einheiten und einer Gesamtleistung von 4,5 MW in Betrieb. Im September 2023 folgte die Inbetriebnahme der dritten Kälteanlage. Zukünftig sind für den Standort auch Flusswärmepumpen geplant. In diesem Zusammenhang brachten die Stadtwerke Heidelberg 2024 ihre erste Finanzanlage Klimainvest auf den Markt. Hierbei können Bürger in grüne Fernwärme der Stadtwerke Heidelberg investieren, welche im Energiepark in Pfaffengrund erzeugt wird.
Die Stadtwerke Heidelberg bauen zudem die Ladeinfrastruktur für Elektromobilität in Heidelberg und der Region aus.

## Konzerntätigkeiten
Die Stadtwerke Heidelberg GmbH ist als Holding mit mehreren Tochtergesellschaften organisiert. Während die Stadtwerke Heidelberg GmbH als Muttergesellschaft fungiert und organisatorische sowie unterstützende Dienstleistungen übernimmt, zum Beispiel in den Bereichen Recht, Finanzwesen und Controlling oder Unternehmenskommunikation, ksind die Tochtergesellschaften für das operative Geschäft zuständig. Die Zentrale der Stadtwerke Heidelberg liegt in der Kurfürsten-Anlage in Heidelberg in der Nähe des Hauptbahnhofs. Ein weiteres Werksgelände befindet sich im Stadtteil Pfaffengrund. Das Netzgebiet der Stadtwerke Heidelberg umfasst die Konzessionsgemeinden Heidelberg, Eppelheim, Sandhausen, Leimen, Dossenheim, Nußloch und Wiesloch, sowie über die Stadtwerke Neckargemünd auch für Strom, Gas und Nahwärme in Neckargemünd.
Die Stadtwerke Heidelberg GmbH wird seit 2009 von Rudolf Irmscher geführt. 2023 erzielte der Konzern einen Umsatz von 632,3 Millionen Euro. Der Aufsichtsrat besteht aus 15 Mitgliedern: dem Aufsichtsratsvorsitzenden Eckart Würzner, Oberbürgermeister der Stadt Heidelberg, einem Vertreter der Stadt Heidelberg, sechs Vertretern des Gemeinderates der Stadt Heidelberg sowie sieben Arbeitnehmervertretern.
| 2011  | 2012  | 2013  | 2014  | 2015  | 2016  | 2017  | 2018  | 2019  | 2020  | 2021  | 2022  | 2023  |
| ----- | ----- | ----- | ----- | ----- | ----- | ----- | ----- | ----- | ----- | ----- | ----- | ----- |
| 247,5 | 257,4 | 256,9 | 230,7 | 250,6 | 270,1 | 296,1 | 320,6 | 348,4 | 380,9 | 437,3 | 467,3 | 632,3 |

Quelle: Bundesanzeiger
| Verbundene Unternehmen (Konzernanteil)            | Assoziierte Unternehmen (Konzernanteil)        | Andere wesentliche Beteiligungen (Konzernanteil)     |
| ------------------------------------------------- | ---------------------------------------------- | ---------------------------------------------------- |
| Stadtwerke Heidelberg Garagen (100 %)             | Biogas Pool 3 für Stadtwerke Düsseldorf (50 %) | Heidelberger Dienste gGmbH (20 %)                    |
| Stadtwerke Heidelberg Umwelt (100 %)              | Digital-Agentur Heidelberg (50 %)              | Trianel Wind und Solar (6,9 %)                       |
| Stadtwerke Heidelberg Netze (94,9 %)              | Stadtwerke Wiesloch – Gas, Verwaltung (49,9 %) | Zentralwerkstatt für Verkehrsmittel Mannheim (5,1 %) |
| Stadtwerke Heidelberg Bäder (94,9 %)              | Stadtwerke Wiesloch – Gas (49,9 %)             | Trianel GmbH Aachen (1,2 %)                          |
| Stadtwerke Heidelberg Technische Dienste (94,9 %) | wärme.netz.werk Rhein-Neckar (33,3 %)          |                                                      |
| Heidelberger Straßen- und Bergbahn (62,7 %)       | Stadtwerke Schwetzingen, Verwaltung (25,1 %)   |                                                      |
| Stadtwerke Heidelberg Energie (59,1 %)            | Stadtwerke Schwetzingen (20,1 %)               |                                                      |
| Stadtwerke Neckargemünd (54,96 %)                 |                                                |                                                      |
| Stromnetz Neckargemünd (27,53 %)                  |                                                |                                                      |

### Energiekonzeption 2030
Ziele der Stadtwerke Heidelberg sind unter anderem (Stand 2023):
- Weitgehend grüne, CO2-freie Wärme bis 2030,
- Ein Drittel Eigenerzeugung für die Fernwärme in Heidelberg bis 2025 (zu 25 % erreicht),
- Erhöhung des Fernwärme-Anteils am Wärmemarkt,
- Photovoltaikleistung von 2020 bis Ende 2024 in Heidelberg um 10 MW erhöhen, davon 5–7 MW durch die Stadtwerke Heidelberg selbst (Ende 2022 um 3 MW erhöht)

Zu den bereits erreichten Zielen gehören (Stand 2023):
- 50 % grüne, CO2-freie Wärme für alle Fernwärmekunden bis 2020,
- 100 % grüner Strom für alle Kunden in der Grundversorgung,
- Anzahl öffentlich zugänglicher E-Ladepunkte in Heidelberg mit der Stadt auf 150 bis Ende 2021 steigern und anschließend weiter ausbauen,
- Alle 500 × 500 Meter mindestens eine Ladesäule bis 2025 aufstellen.

## Geschäftsfelder

### Energie
Das Energiegeschäft der Stadtwerke Heidelberg wird von ihren Tochtergesellschaften Stadtwerke Heidelberg Energie, Stadtwerke Heidelberg Netze, Stadtwerke Heidelberg Umwelt sowie den Stadtwerken Neckargemünd durchgeführt. Im Rahmen ihrer Energiekonzeption 2030 bauen die Stadtwerke Heidelberg neue Anlagen zur Eigenerzeugung von Strom und Wärme aus erneuerbaren Energien und Gas sowie zur Speicherung von Energie und Umwandlung von Energie für eine bessere Sektorenkopplung und damit Integration von erneuerbaren Energien in das Energiesystem.
Die Stadtwerke Heidelberg Netze GmbH verantwortet den Bau und Betrieb von Energie- und Wassernetzen, die Sicherstellung und Gewährleistung der diskriminierungsfreien Netznutzung in den Sparten Strom und Gas sowie die Erbringung von netzbezogenen Dienst- und Serviceleistungen. Die Stadtwerke Heidelberg Energie GmbH ist für die Belieferung von Kunden in Heidelberg und der Region mit Strom, Erdgas, Wärme und Kälte zuständig und vertreibt außerdem Serviceleistungen und Effizienzprodukte, vor allem auf Basis von Ökostrom-Produkten. Die Gesellschaft ist außerdem für den Energieeinkauf verantwortlich und beschäftigt sich mit energiewirtschaftlichen Grundsatzfragen. Ein Schwerpunkt liegt dabei auf der klimaneutralen Transformation des regionalen Wärmenetzes bis 2030. Die Stadtwerke Heidelberg Umwelt GmbH sind für den Bau von Erzeugungsanlagen im Rahmen der Energiekonzeption 2030 zuständig. Darüber hinaus werden kommunale Dienstleistungen inklusive Haustechnik und Straßenbeleuchtung angeboten, so läuft seit 2017 das Modernisierungsprogramm für die Straßenbeleuchtung in der Stadt Heidelberg über die Gesellschaft.

### Wasser
Die Stadtwerke Heidelberg beliefern etwa 160.000 Bürger sowie zwei Verteilwerke mit rund zehn Millionen Kubikmetern Trinkwasser. Dazu dient ein Verteilnetz mit 34 Hochbehältern, 23 Versorgungszonen und 27 Zwischenpumpstationen. Das Trinkwasser in der Stadt Heidelberg stammt zu maximal fünf Prozent aus sieben Quellen und zu etwa 60 Prozent aus den Grundwasserwerken Entensee, Rauschen und Schlierbach. Rund 35 Prozent liefern zwei Zweckverbände Wasserversorgung Kurpfalz aus der direkten Umgebung von Heidelberg. Zudem ist die Stadtwerke Heidelberg Netze GmbH mit der technischen Betriebsführung für die Wasserversorgung der Stadtbetriebe Heidelberg, für die Wärmeerzeugung der Stadtwerke Heidelberg Umwelt GmbH und für die Gasversorgungsanlagen, Nahwärmeversorgung, Straßenbeleuchtung sowie Trink- und Löschwasserversorgungsanlagen der Stadtwerke Neckargemünd GmbH beauftragt.

### Bäder

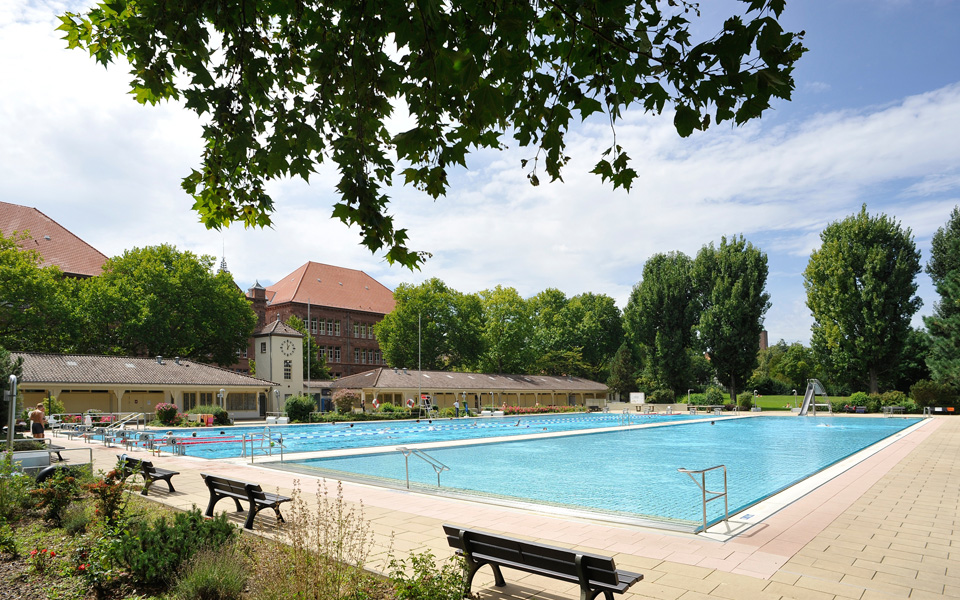
Traditionsreiches Thermalbad in der Vangerowstraße

Die Stadtwerke Heidelberg Bäder GmbH als Tochtergesellschaft der Stadtwerke Heidelberg Netze GmbH verwaltet und betreibt zwei Freibäder in Heidelberg, das Thermalbad in Bergheim und das Tiergartenbad im Neuenheimer Feld, sowie die Hallenbäder Hasenleiser, Köpfel und City-Bad im Darmstädter Hof Centrum. Daneben ist die Gesellschaft mit der Betriebsführung des Schwimmbades im Olympiastützpunkt Heidelberg und des Gisela-Mierke-Hallenbades in Eppelheim beauftragt.

### Garagen
Die Stadtwerke Heidelberg Garagen GmbH ist für den Bau und Betrieb eigener sowie gepachteter Parkhäuser und Tiefgaragen für den ruhenden Verkehr zuständig. Zu den Stadtwerken Heidelberg gehören vier öffentliche Parkhäuser in der Heidelberger Altstadt: Parkhaus Kraus (P6), Parkhaus Friedrich-Ebert-Platz (P10), Parkhaus Kornmarkt/Schloss (P12) und Parkhaus Nordbrückenkopf (P16), sowie das hip-Parkhaus, das Stellplätze für PKWs sowie Fahrräder umfasst und mit einer Photovoltaik-Anlage auf dem Dach und einer 550 m² großen Grünfläche versehen ist.

### Öffentlicher Personennahverkehr und Betrieb der Bergbahn

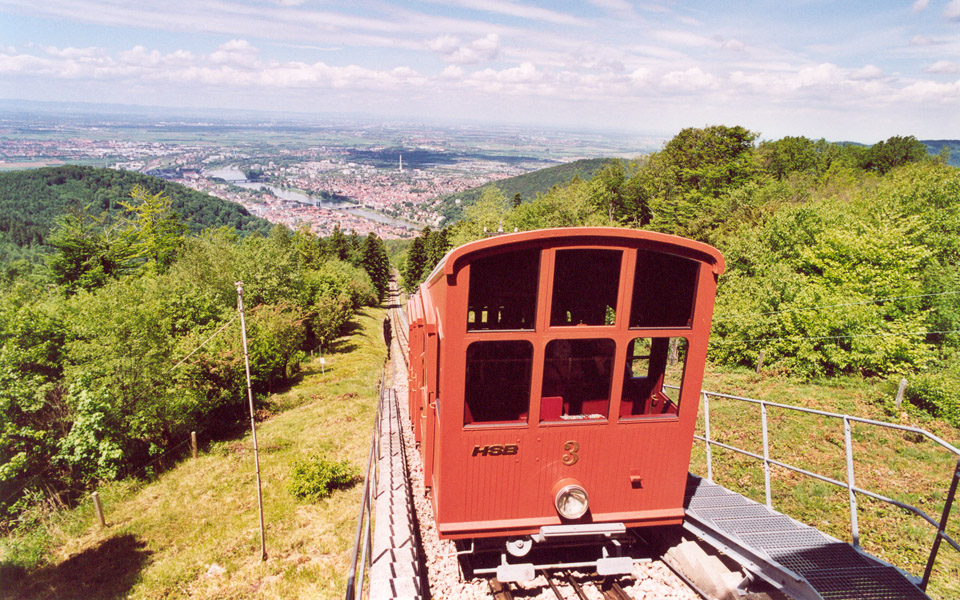
Historische Bergbahn zwischen Molkenkur und Königstuhl

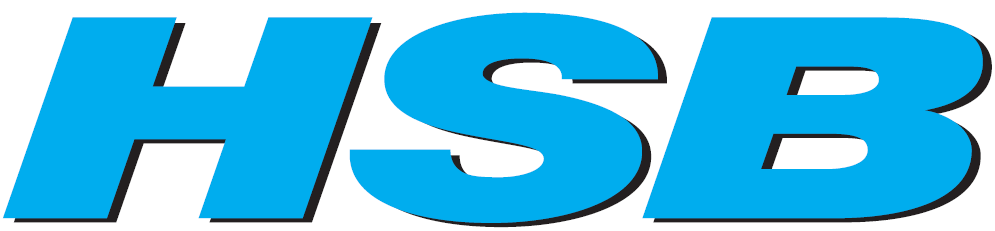
Aktuelles Logo der HSB Heidelberg (Heidelberger Straßen- und Bergbahn GmbH)

Im öffentlichen Personennahverkehr übernimmt die die Heidelberger Straßen- und Bergbahn GmbH für die Stadt Heidelberg Koordinationsaufgaben und einen Teil seiner Finanzierung. Zudem ist die Gesellschaft Investor und Eigentümer der Straßenbahn-Infrastruktur. Das operative Geschäft obliegt der RNV. Die Beschäftigten der GmbH wurden der RNV überlassen, die disziplinarische Verantwortung verbleibt allerdings bei ihr. Die Gesellschaft hat außerdem die technische Betriebsführung der beiden Heidelberger Bergbahnen zwischen der Heidelberger Altstadt und dem Königstuhl inne.

### Sonstiges
Die Stadtwerke Heidelberg Technische Dienste GmbH als weitere Tochtergesellschaft der Stadtwerke Heidelberg Netze GmbH erbringt für die anderen Konzerngesellschaften technische Dienst- und Serviceleistungen. Die Stadtwerke Heidelberg GmbH hält außerdem eine Beteiligung an der Stadtwerke Neckargemünd GmbH. Die Gesellschaft ist ein kommunaler Energie- und Wasserversorger mit regionalem Vertrieb. Weiterhin ist die Stadtwerke Neckargemünd GmbH Eigentümerin und Betreiberin der Straßenbeleuchtung und des Parkhauses Pflughof.

## Engagement
Bildung: Jährlich wird von dem Unternehmen der Innovationspreis der SRH Hochschule Heidelberg vergeben. Dieser geht an Studenten der Wirtschaftsinformatik für herausragende Praxisarbeiten.
Nachhaltigkeit und Klimaschutz: Gemeinsam mit den Umweltverbänden NABU Heidelberg, dem BUND Heidelberg und der Ökostadt Rhein-Neckar wurde 2009 ein Fonds eingerichtet, aus dem die Verbände Projekte für den regionalen Klimaschutz finanzieren.
Soziales: 2007 wurde gemeinsam mit der Stadt Heidelberg und der Liga der Freien Wohlfahrtspflege Heidelberg der Nothilfefonds Aktion Nähe eingeführt. Privatkunden der Stadtwerke Heidelberg, die in eine finanzielle Notlage geraten, erhalten Unterstützung aus dem Fonds. Bedingung ist, dass die Antragsteller an einer professionellen Schuldnerberatung teilnehmen. Seit Herbst 2009 unterstützt die Stadtwerke Heidelberg GmbH den Verein OBDACH e.V. dabei, den Energieverbrauch in den Wohnungen des Vereins, welche für wohnungslose Menschen bereitgestellt werden, zu senken. Unter anderem wird von dem Unternehmen ein Arbeitsplatz im Obdach-Arbeitsteam mitfinanziert.
Sport: Das Unternehmen arbeitet unter anderem mit dem Sportkreis Heidelberg zusammen. Sportvereine, die Kunde bei den Stadtwerken sind, können sich beim Sportkreis Heidelberg für Werbepartnerschaften bewerben und erhalten im Gegenzug finanzielle Unterstützung.